# Gledys Ibarra
Gledys Ibarra  (Caracas, Venezuela, 1960. november 19. –) venezuelai színésznő.

## Élete
Gledys Ibarra 1960. november 19-én született Caracasban. Karrierjét modellként kezdte. 1986-ban a Cristal című telenovellában szerepelt. 1987-ben a La Intrusában kapott szerepet. 1999-ben a Tiltott szerelemben szerepelt. 2002-ben megkapta Marina Batista szerepét a Júdás asszonya című sorozatban. 2008-ban a La vida enterában játszott.

## Filmográfia

### Telenovellák
| Év        | Cím                                |
| --------- | ---------------------------------- |
| 1986      | Cristal                            |
| 1987      | La Intrusa                         |
| 1987      | La pasión de Teresa                |
| 1988      | Selva María                        |
| 1988      | Abigail                            |
| 1989      | Pobre Negro                        |
| 1990      | Gardenia                           |
| 1992-1994 | Por estas calles                   |
| 1995      | Amores de fin de siglo             |
| 1997      | Volver a vivir                     |
| 1998      | Aunque me cueste la vida           |
| 1999      | Tiltott szerelem (Mujer secreta)   |
| 2000      | Angélica Pecado                    |
| 2000      | Hay amores que matan               |
| 2002      | Júdás asszonya (La mujer de Judas) |
| 2003      | Cosita Rica                        |
| 2005      | El amor las vuelve locas           |
| 2006      | Ciudad Bendita                     |
| 2008      | La vida entera                     |
| 2008      | La sucursal del cielo              |
| 2009-2010 | Tomasa Tequiero                    |
| 2013-2014 | Grachi                             |
| 2013-2014 | Rosario                            |
| 2013-2014 | A gonosz álarca (Santa Diabla)     |

### Filmek
| Év   | Cím                     |
| ---- | ----------------------- |
| 1985 | Seguro está el Infierno |
| 1985 | Asesino nocturno        |
| 1985 | El piloto de Río Verde  |
| 1994 | Santera                 |
| 1995 | Sicario                 |
| 1996 | La nave de los sueños   |
| 2007 | 13 segundos             |
| 2010 | Taita Boves             |